# Lignou
Lignou – miejscowość i gmina we Francji, w regionie Normandia, w departamencie Orne.
Według danych na rok 1990 gminę zamieszkiwały 153 osoby, a gęstość zaludnienia wynosiła 20 osób/km² (wśród 1815 gmin Dolnej Normandii Lignou plasuje się na 733. miejscu pod względem liczby ludności, natomiast pod względem powierzchni na miejscu 672.).